# عارف حسين الحسيني
عارف حسين الحسيني (25 نوفمبر 1946 - 5 أغسطس 1988) (بالأردية: علامہ عارف حسين الحسينى) من علماء الدين الباكستانيين الشيعة، من قبيلة البشتون. كان من تلاميذ الإمام الخميني في النجف.
قُتل في بيشاور على يد مجهولين، حيث أصيب بطلق ناري أدّى إلى وفاته.

## مسيرته
ولد عارف حسين الحسيني في 25 نوفمبر 1946 في قرية بيوار التابعة لكورام في باراتشينار. تنتمي عائلته إلى الحسيني، وهو رابع أئمة الشيعة بكل طوائفهم.
تلقى عارف تعليمه الابتدائي في مسقط رأسه، ثم انتقل بعد ذلك إلى باراتشينار لإكمال دراسته. في وقت لاحق حصل على القبول في المدرسة الجعفرية بالنجف، من حيث ذهب إلى مدينة النجف العراقية لتعميق دراساته، حيث درس في عهد آية الله الخميني. في عام 1973 عاد إلى منزله وتزوج، وبعدها بسنة ذهب إلى مدينة قم المقدسة في إيران للانضمام إلى الحوزة العلمية. فالتقى بعض العلماء مثل آية الله مكارم الشيرازي وحسين وحيد الخراساني وآية الله الشيخ التبريزي وحرم بناهي وكاظم الحائري في الأصول والفقه والتفسير. كذلك حضر حلقات مرتضي المطهري الفلسفية. بين عامي 1975 و1977 ذهب على الحج.

### إبعاده من إيران
في تلك الفترة شارك في التظاهرات التي خرجت ضد الحكم البهلوي مما أدى إلى اعتقاله، ولكونه قد امتنع عن التعهد للحكومة بعدم الاشتراك في التظاهرات والنشاطات التي يقوم بها رجال الثورة وجد نفسه في أواخر شهر يناير سنة 1978 مضطراً إلى ترك إيران والرجوع إلى وطنه باكستان.

### العودة إلى الوطن
بعد عودته إلى وطنه شرع ما بين 1979 إلى 1984 بإلقاء الدروس الدينية في مدرسة جعفرية باراجنار، هذا إضافة إلى دروس في الأخلاق الإسلامية كان يلقيها ليالي الجمعة في جامعة بيشاور.
في اجتماع ضم 28 شخصًا تم استدعاؤهم في بهاكار، البنجاب، أُعطي عارف حسين قيادة تحريك جعفرية باكستان، بعد خمسة أشهر من وفاة المفتي جعفر حسين في 10 فبراير 1984 في بهاكار. أوصى به محمد حسين النجفي وآخرون.

## وفاته
اغتيل الحسيني بتاريخ 5 أغسطس 1988 في بيشاور على يد مجهولين، حيث أصيب بطلق ناري أدى إلى وفاته متأثراً بجراحه أثناء نقله بواسطة سيارة إسعاف إلى مستشفى محلي.
تم نقل جثته من بيشاور إلى قريته الأصلية بيوار على متن مروحية. شارك الرئيس السابق محمد ضياء الحق وممثلون خاصون للحكومة الإيرانية في طقوس الجنازة. دعمت الحكومة الإيرانية بناء مزار على قبره في بيشاور.